# 柳生聡子
柳生 聡子（やぎゅう さとこ、本名：吉岡 聡子、1971年〈昭和46年〉1月7日 - ）は、宮城県を拠点に活動するフリーアナウンサー。

## 経歴
京都府長岡京市出身。千葉県立船橋高等学校を経てお茶の水女子大学家政学部卒業後、1994年仙台放送にアナウンサーとして入社。在籍時は夕方ニュースの顔として親しまれた。
結婚を機に2002年春退社、以後は家庭生活を優先する形でフリーランス（さとう音楽事務所所属）として断続的に活動する。2006年6月に第2子妊娠のためラジオのレギュラーを降板した後は育児優先で長らく活動を休止していたが、2012年春にNHK仙台放送局の契約キャスターとして久々にテレビでの活動を再開した。2016年春に家庭を優先してNHK仙台放送局との契約を終了し、以降は再度フリーランスとしてNHK仙台放送局のラジオでリポーターを務めるほか、他局での活動も行っている。

## 主な出演番組

### 仙台放送在局中
- めざましテレビ[1]
- 耳よりマーケット[1]
- 夕やけTV編集局[2]
- FNN仙台放送スーパーニュース
- CATCH

### 仙台放送退社後
- たきたて!みやぎDON（仙台放送）
- YAGIYAMA発 ラジオな気分（TBCラジオ）
- HANDS UP!（Date fm）

- ひるはぴ（NHK仙台、2012年 - 2016年）
- ゴジだっちゃ!（NHK仙台、2016年から。原則2カ月に1回）